# Caeneressa leucoma
Caeneressa leucoma là một loài bướm đêm thuộc phân họ Arctiinae, họ Erebidae.